# Bargh Shiraz FC
El Bargh Shiraz Football Club (en persa برق شيراز) és un club de futbol iranià de la ciutat de Siraz. És patrocinat per la companyia elèctrica municipal.

## Història
El club va ser fundat el 15 de maig de 1946 per un grup de joves liderat per Ebrahim Nematollahi, treballador de l'empresa elèctrica Cheragh Bargh. L'actual patrocinador és la Companyia Elèctrica Municipal.

## Palmarès
- Copa Hazfi:[1]
  - 1997

## Presidents
- Ebrahim Nematollahi
- Jafar Behnam
- Kikavous Bizhan
- Sirous Shirvani
- Hamid Motahed
- Mohammad Hadi Akbari
- Khalil Salehi Karounian
- Gholam Reza Abehesht
- Rasoul Falah

## Entrenadors
| - Ebrahim Abbasi - Bizhan Bidari - Karnik Mehrabian - Abbas Razavi - Khalil Salehi Karounian - Hossein Hosseinzadeh - Gholam Hossein Peyrovani - Mahmoud Yavari (1978) - Fereydoon Asgharzadeh (1995) - Gholam Hossein Peyrovani (1995) - Mahmoud Yavari (1996) - Khalil Salehi Karounian (1996) - Ibrahim Biogradlić (1996) - Hassan Habibi (1997) | - Gholam Hossein Peyrovani (1998) - Mohammad Abbasi (1999) - Asghar Sharifi (2000 - 2001) - Ebrahim Ghasempour (2002) - Mohammad Abbasi (2002 - 2003) - Mohammad Ahmadzadeh (2003 - 2004) - Abbas Simakani (2004) - Mahmoud Yavari (2004 - 2005) - Zlatko Ivanković (2005 - 2006) - Bijan Zolfagharnasab (2006 - 2007) - Mahmoud Yavari (2007 - 2008) - Mohammad Abbassi (2008 - 2009) - Farshad Pious (2009 - 2009) - Rasoul Korbekandi (2009 - present) |

## Futbolistes destacats
| 1970s - Gholam Peyrovani - Alireza Ghashghaeian | 1990s - Afshin Peyrovani - Dariush Yazdani | 2000s - Sattar Zare - Mehdi Shiri - Farid Abedi |